# Han z Islandu
Han z Islandu (1823, Han d'Islande, česky také jako Islandský démon) je román francouzského romantického prozaika, dramatika a básníka Victora Huga. Jeho první verze byla vydána časopisecky roku 1821 v časopise bratrů Hugových Le Conservateur littéraire. Pro knižní vydání roku 1823 byl román výrazně přepracován. Jde o první autorův tiskem vydaný román, protože povídka Veliký Jargal (Bug-Jargal), napsaná roku 1818, byla v román přepracována až roku 1826.
Dobrodružný děj románu svědčí o tom, že při jeho psaní byl Hugo ovlivněn Waltrem Scotem. Preromantické kulisy, jako je divoká skandinávská příroda s rozeklaným mořským pobřežím, márnice a katovny, skalní města a propasti, temné lesy a pochmurná jezera i zříceniny starobylých hradů a pevností vycházejí z Hugovy inspirace u autorů gotických románů. Pro ponurý obsah, drastičnost a pro zdůrazňování odpudivých a drsných výjevů je román řazen mezi díla frenetické literatury.

## Obsah románu
Román se odehrává roku 1699 v Norsku ve městě Trondheim (v knize Drontheim) a v jeho okolí. Titulní postavou je hrůzný lidský netvor doprovázený medvědem a živící se lidským masem a krví, kterou pije z lebek svých obětí. Hlavním hrdinou románu je však ušlechtilý a odvážný mladý muž Ordener Guldenlew, syn místodržitele Norska (Norsko bylo v té době součástí Dánského království).

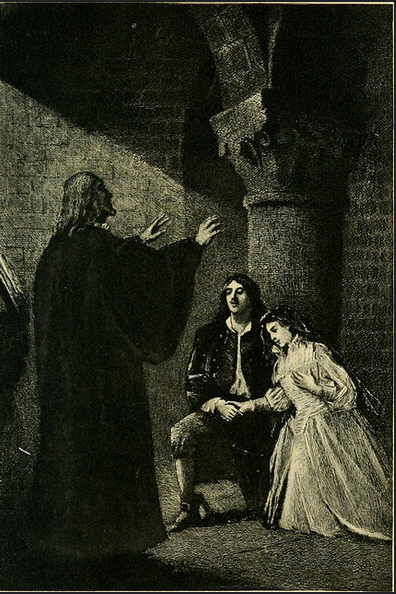
Ilustrace k románu z roku 1902

Ordener miluje Ethel, dceru neprávem uvězněného generála Schumackera, který se měl údajně dopustit velezrady. Když zjistí, že se Hanovi dostala vraždou posla do rukou skříňka s dokumenty, které potvrzují generálovu nevinu, vydá se proto obávaného netvora hledat. Dokonce se s ním i střetne a málem mu podlehne, kdyby Han zápas nepřerušil, aby zachránil svého medvěda, napadeného lovci. Během jeho cesty divokým krajem však vypukne hornické povstání, které měl údajně vyvolat vězněný generál. Jde však o intriku generálových nepřátel, kteří doufají, že po očekávané porážce povstání bude Schumacker popraven. Aby horníky povzbudili, postaví jim do čela jejich řad falešného Hana z Islandu, skutečného obra, ačkoliv skutečný Han je spíše menšího vzrůstu. Mezi povstalce se dostane i Ordener, který doufá, že se mu takto podaří snáze skutečného opět Hana najít
Povstalecké houfy jsou vlákány do léčky a poraženy a s jejich vůdci je zajat i Ordener. Protože všichni tvrdí, že za povstáním stojí Schumacker, je generál souzen společně se svými údajnými spoluviníky. Ordener, aby jej zachránil před testem smrti, prohlásí, že povstání vyvolal on. Na scéně se objeví i skutečný Han. Zavraždí obra, který se za něj vydával, a pak se nechá zajmout, protože zahynul jeho syn a on již nemá pro co žít. Ordener i Han jsou podle očekávání odsouzeni k smrti. V noci před popravou navštíví Ordenera Ethel v doprovodu kněze, který je v žalářní kobce oddá.
Ráno před popravou je naštěstí náhodou nalezena skříňka, kterou Ordener hledal. Dokumenty v ní potvrzují Schumackerou a tudíž i Ordenerovu nevinu. Oba jsou osvobozeni a skuteční viníci potrestáni. Han z Islandu si vyprosí od svých žalářníků slámu a oheň, aby neležel na holé zemi a aby se zahřál. Pak založí požár, ve kterém zahyne společně s vojáky přilehlých kasáren.
Schumackerovi byly navráceny veškeré jeho neprávem odebrané tituly. Prožité události však natolik otřásly jeho již chatrným zdravím, že ještě roku 1699 zemřel. Smutek nad tím těžce zasáhl Ordenera s Ethel, „jako by jim měl připomenout, že není zde na zemi dokonalého štěstí.“

## Česká vydání
- Islandský démon, Ladislav Šotek, Praha 1923, přeložil Karel Lekeš.
- Han z Islandu, Antonín Svěcený, Praha 1928, přeložila Milada Vrbová.
- Han z Islandu, Henning Franzen, Praha 1928, přeložil Emanuel Čenkov.
- Han z Islandu, Mars, Praha 1931, přeložil Emanuel Čenkov.